# Thomas K. Mattingly II
Thomas Kenneth Mattingly II (Chicago, Illinois; 17 de marzo de 1936-Condado de Arlington, 31 de octubre de 2023) fue un astronauta estadounidense.

## Estudios
Cursó la educación elemental y secundaria en Florida. Consiguió un graduado en la Miami Edison High School también situada en Florida. En 1958 obtuvo el Bachelor of Science de Ingeniería Aeronáutica por la universidad de Auburn y entra a formar parte de la Marina de los Estados Unidos. Obtuvo el rango de piloto en 1960 y fue destinado al portaaviones USS Saratoga donde pilotó las
aeronaves Douglas A-1 Skyraider hasta 1963. Un año después fue trasladado al portaaviones USS Franklin D. Roosevelt donde pilotó el avión de combate Douglas A-3 Skywarrior. Por último estudió en la escuela de pilotos de investigación aeroespacial de la fuerza aérea hasta que fue elegido en abril de 1966 por la NASA como uno de los 19 nuevos astronautas.

## En el programa Apolo
Sirvió en el Equipo técnico de ayuda para los astronautas en las misiones Apolo 8 y Apolo 11. También participó en el desarrollo y las pruebas del traje espacial.
En un principio había sido asignado como piloto del módulo de mando para la misión Apolo 13 pero fue descartado 72 horas antes debido a que había estado expuesto al sarampión. Mattingly nunca contrajo el sarampión.  
Fue reasignado en el mismo puesto, para la misión Apolo 16. La nave despegó el 16 de abril de 1972. Su tarea mientras sus dos compañeros John W. Young y Charles M. Duke estaban en la superficie lunar consistió en tomar fotos desde la órbita al ecuador de luna. La misión concluyó exitosamente el 27 de abril de 1972.

## Otras misiones espaciales
También fue comandante de la misión STS-4 el 21 de junio de 1982, último vuelo de prueba del transbordador espacial Columbia. Su última misión fue como comandante de la misión STS-51-C a bordo del Transbordador espacial Discovery el 24 de junio de 1985.

## Galería fotográfica

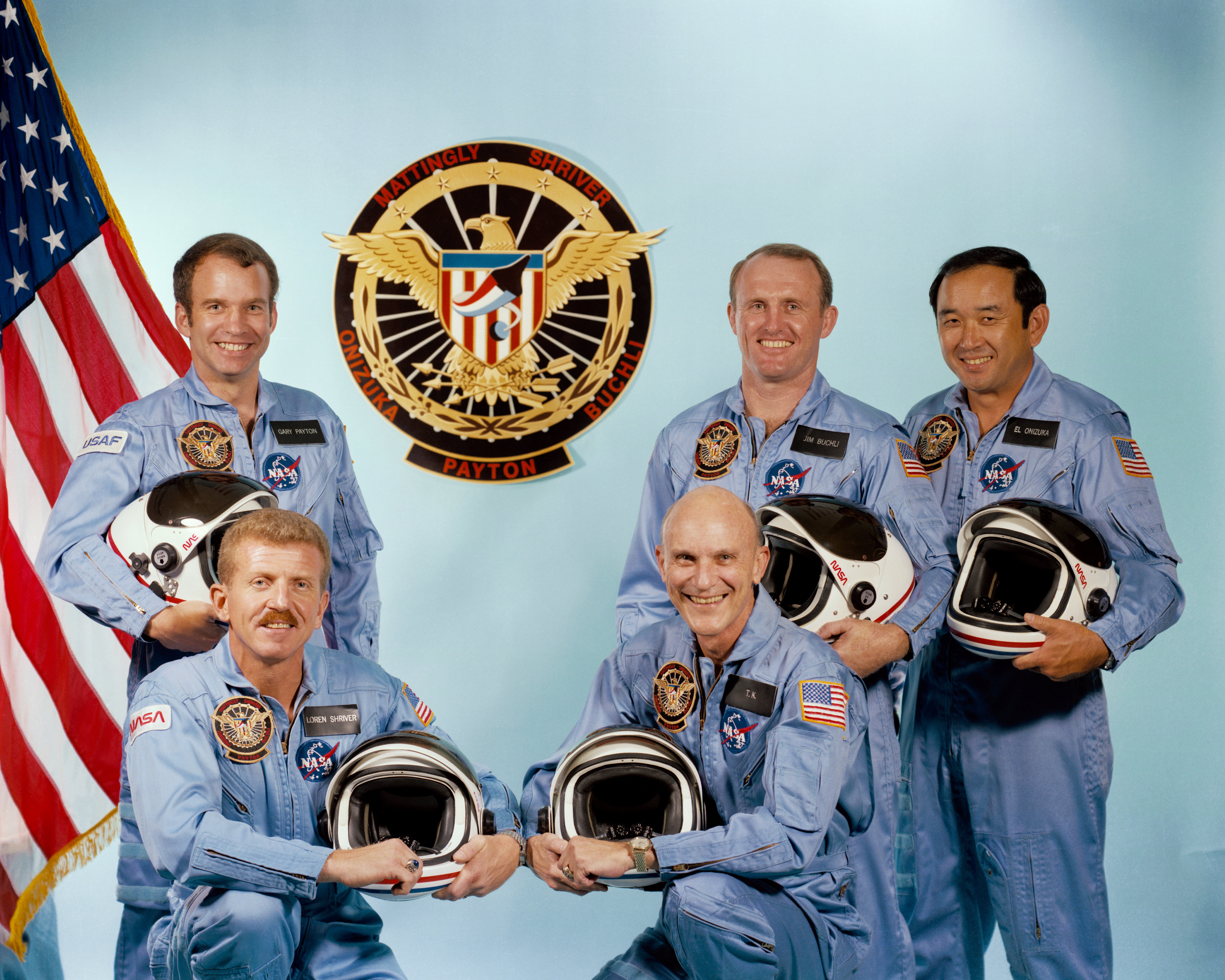
Tripulación del vuelo STS-51-C
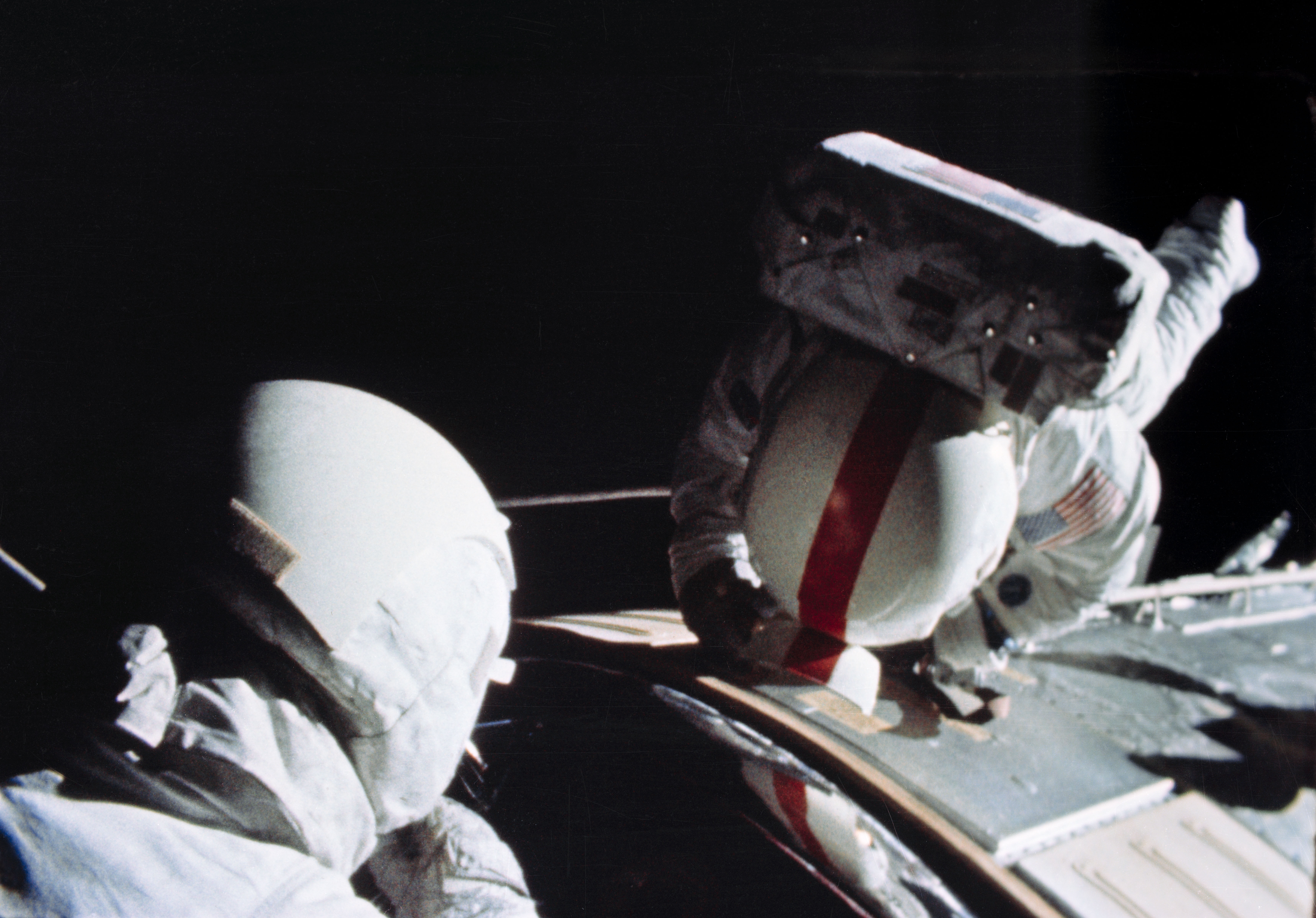
Durante una EVA de la misión Apolo 16
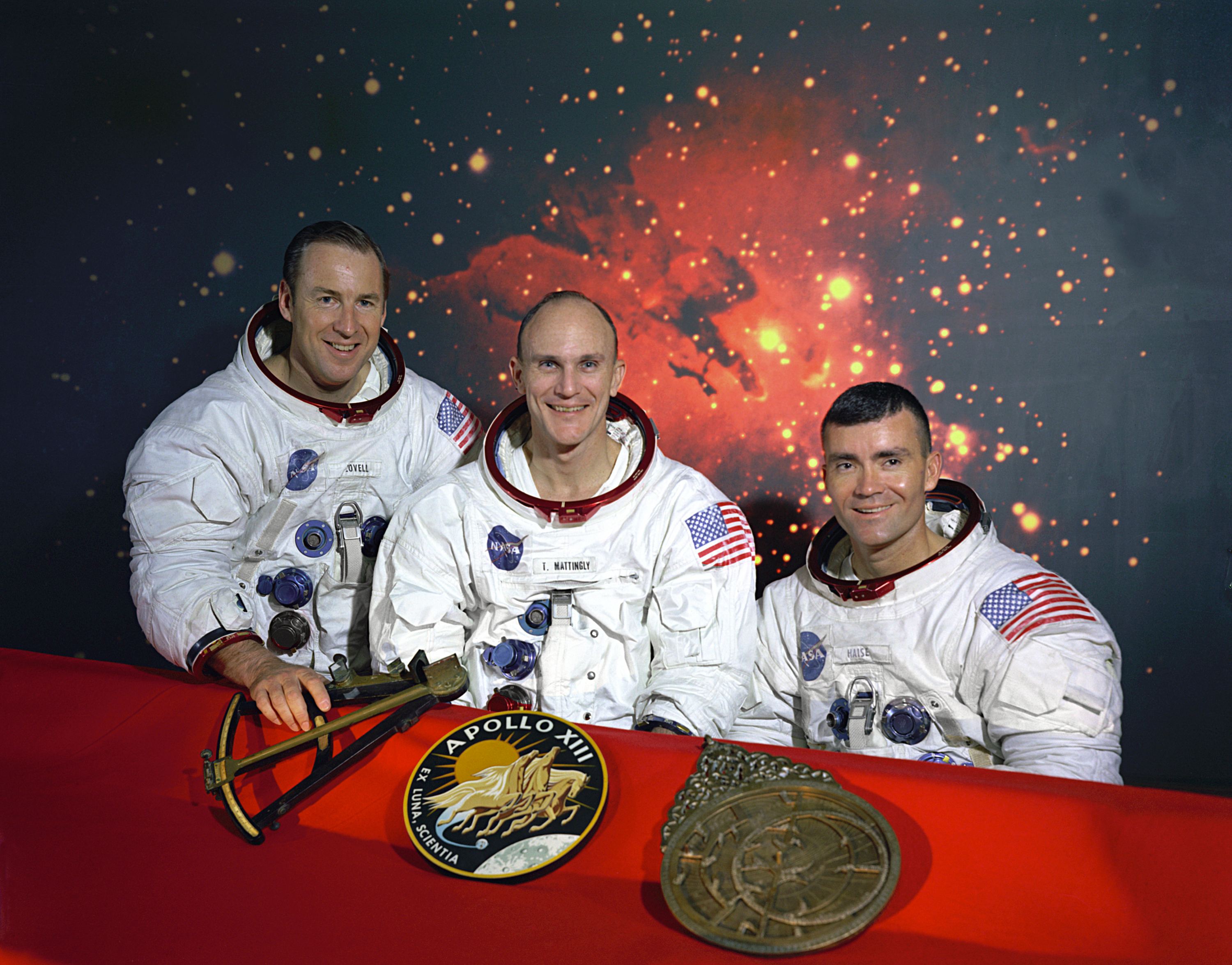
Tripulación original del Apolo 13
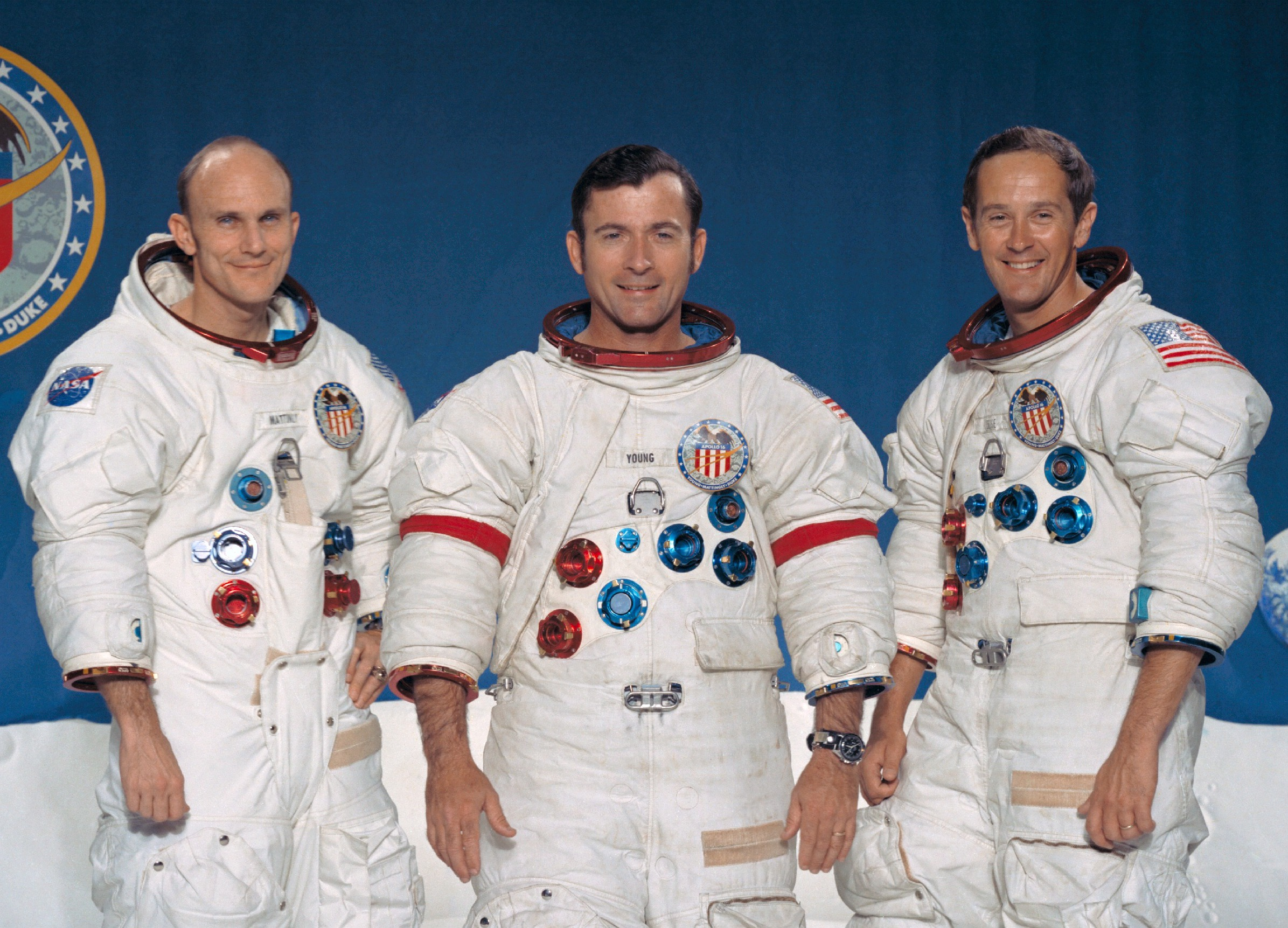
Tripulación del Apolo 16